# Tara Brach
Tara Brach   (17 de maig de 1953) és una psicòloga i escriptora estatunidenca especialitzada en meditació budista. És professora i fundadora de la Insight Meditation Community de Washington DC.
Brach és una budista compromesa, llicenciada en Psicologia i Ciències Polítiques per la Universitat de Clark. És doctora en Psicologia Clínica per la Fielding Graduate University amb una tesi que analitza l'efectivitat de la meditació en la curació dels trastorns alimentaris.
Brach viu a Virgínia amb el seu marit, Jonathan Foust, professor de ioga i meditació. Va ser educada el l'església cristiana unitària.

## Obra publicada
- Radical Acceptance: Embracing Your Life with the Heart of a Buddha.  Bantam, 2003. ISBN 0-553-80167-8.
- "Mindful Presence: A Foundation for Compassion and Wisdom", a Wisdom and Compassion in Psychotherapy: Deepening Mindfulness in Clinical Practice, 2012, editat per Christopher K. Germer i Ronald D. Siegel. Guilford Press ISBN 978-1462518869
- True Refuge: Finding Peace and Freedom in Your Own Awakened Heart.  Bantam, 2013. ISBN 978-0553807622.
- "Healing Traumatic Fear: The Wings of Mindfulness and Love", a Mindfulness-Oriented Interventions for Trauma: Integrating Contemplative Practices, 2014, editat per Follette, Briere, Rozelle, Hopper and Rome. Guilford Press ISBN 978-1462518586
- Radical Compassion: Learning to Love Yourself and Your World with the Practice of RAIN.  Viking, 2019. ISBN 978-0525522812.
- Trusting the Gold: Uncovering Your Natural Goodness.  Sounds True, 2021. ISBN 978-1-68364-713-3.